# Lanciego
Lanciego (em castelhano) ou Lantziego (em basco) é um município da Espanha na província de Álava, comunidade autónoma do País Basco, de área 24,20 km² com população de 687 habitantes (2007) e densidade populacional de 26,56 hab/km².

## Demografia
| Variação demográfica do município entre 1991 e 2004 | Variação demográfica do município entre 1991 e 2004 | Variação demográfica do município entre 1991 e 2004 | Variação demográfica do município entre 1991 e 2004 |
| --------------------------------------------------- | --------------------------------------------------- | --------------------------------------------------- | --------------------------------------------------- |
| 1991                                                | 1996                                                | 2001                                                | 2004                                                |
| 641                                                 | 650                                                 | 631                                                 | 643                                                 |